# Blonde Redhead (album)
| Recensione | Giudizio |
| ---------- | -------- |
| AllMusic   |          |

Blonde Redhead è l'album d'esordio del gruppo statunitense Blonde Redhead, pubblicato nel 1995 dalla Smells Like Records.
Il disco è stato prodotto da Steve Shelley (Sonic Youth) e missato da John Siket.

## Tracce
Testi e musiche di Kazu Makino, Amedeo Pace e Simone Pace.
1. I Don't Want You – 5:03
2. Sciuri Sciura – 3:22
3. Astro Boy – 4:19
4. Without Feathers – 3:57
5. Snippet – 3:02
6. Mama Cita – 3:22
7. Swing Pool – 4:15
8. Girl Boy – 1:48

Durata totale: 29:08
Bonus track per il Giappone
1. Vague – 4:05
2. Flying Douglas – 5:14

## Formazione
Gruppo
- Kazu Makino – voce, chitarra
- Amedeo Pace – voce, chitarra
- Simone Pace – batteria
- Maki Takahashi – basso

Collaboratori
- Skuli Sverrisson – basso in Girl Boy